# 互動電子白板

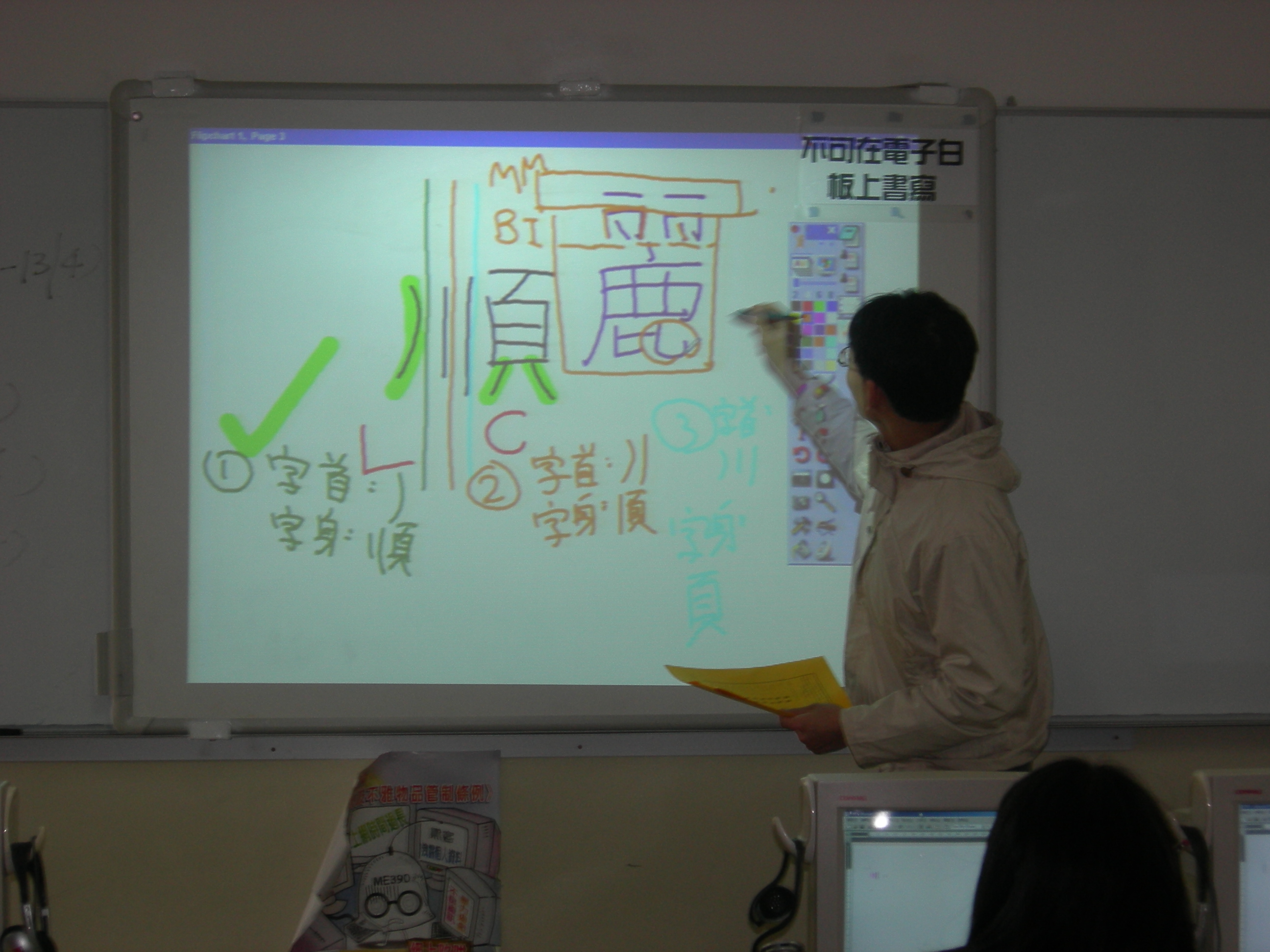
一位教師在課堂中使用互動電子白板。

互動電子白板，是一種透過電腦週邊界面來連接投影機和電腦的輸入輸出裝置，部份可以顯示投影器投影的影像。通常由台式计算机、触摸式白板、投影仪、音响、话筒等电子设备组成。

## 運作原理
互動電子白板在本質上為絕對座標的電腦輸入裝置，如同一部大尺寸的數位繪圖板，可將使用者於白板表面所書寫的筆跡的座標值及點選狀態持續地傳送到電腦，互動電子白板由於只是座標輸入裝置，所以需要連接到一台電腦，並透過電腦所連接的投影機，把電腦螢幕的畫面再投射回到白板上，當投影機投射畫面回白板時，一般須先經過校準的程序，才能將使用者的筆跡與電子白板的書寫點作準確地重合，以便讓使用者有一種直接用筆寫在電子白板表面的效果。
電腦及白板間的連線，可以是有線的（如：USB插線或串流埠）或無線的（如：藍牙）。 
一般來說，電子白板在可以使用之前，都會先把其驅動程式安裝在相連結的電腦上，使白板可以充當電腦的人性化輸入裝置。

## 課室使用
有別於一般傳統黑板或白板教學，運用單槍投影機、電腦及感應定位裝置，藉由投影出來畫面，進行書寫及教學過程，稱之為電子白板教學。運用此種教學方式，教師不需再抄寫題目及擦黑板，也跟投影布幕有所區別。有些地区的学校已经将电子白板和学生的电子书包联合起来。
課室使用的電子白板除了於教室中教學使用以外，還使用於遙距教學等，現在有些偏遠地區的學校已經開始使用這種制度，讓不便上課的學生在家中也能上課，該系統被稱為online tutition software。

## 現今技術
現時市面上的電子白板都在其板面使用了下列其中一項感觸技術去追踪在板面的動向：電阻式、電磁式、紅外線光學式、激光式、超聲波式及視像鏡頭（光學）式。
有些電子白板除了連接個人電腦，還可連接印表機直接將白板上書寫的圖文列印出來。

## 參看
- 数码绘图板
- 高影機 - 實物投影機

## 外部連結
- 香港教育城：小學常識科學習中心：專題：電子互動白板於常識科的應用
- online tutition software的其中一種類型（页面存档备份，存于）